# Chevry-en-Sereine
Chevry-en-Sereine är en kommun i departementet Seine-et-Marne i regionen Île-de-France i norra Frankrike. Kommunen ligger i kantonen Lorrez-le-Bocage-Préaux som tillhör arrondissementet Fontainebleau. År 2022 hade Chevry-en-Sereine 504 invånare.

## Befolkningsutveckling
Antalet invånare i kommunen Chevry-en-Sereine
| Referens: INSEE |